# L’Arche
L’Arche (französisch für „Die Arche“) ist ein Projekt des Zusammenlebens von Menschen mit und ohne Behinderung.
Das Projekt wurde im Jahr 1964 von dem Kanadier Jean Vanier und den Franzosen Philippe Seux und Raphaël Simi, zwei Männern mit einer geistigen Behinderung, in Trosly-Breuil, einem Dorf 80 Kilometer nördlich von Paris, gegründet. Begleitet wurde diese erste Lebensgemeinschaft der Arche vom Dominikaner P. Thomas Philippe. Die Arche ist als Internationaler Zusammenschluss der Gemeinschaften der Arche kirchenrechtlich eine Vereinigung von Gläubigen in der katholischen Kirche, als Arche Deutschland ein staatlich eingetragener Verein und ist als L’Arche International eine Nichtregierungsorganisation. Mittlerweile gibt es mehr als 150 Arche-Gemeinschaften in 37 Ländern auf allen fünf Kontinenten.
In den Gemeinschaften der Arche leben Menschen mit und ohne geistige Behinderung zusammen. Die Arche hat ihren Ursprung in der katholischen Tradition. Heute leben in den Arche-Gemeinschaften meist Menschen verschiedener Glaubenstraditionen, Philosophien und Praktiken. Die gemeinsam praktizierte Spiritualität prägt das Leben der Arche-Gemeinschaften.
„L’Arche“ hat keinen Bezug zu der von Lanza del Vasto in Südfrankreich gegründeten gleichnamigen Gemeinschaft Die Arche.

## Die Arche in Deutschland
In Deutschland gibt es bisher drei Gemeinschaften: Die Arche Ravensburg nördlich des Bodensees, die Arche Landsberg westlich von München und südlich von Augsburg und die Arche Tecklenburg zwischen Münster und Osnabrück.

## Die Arche in Österreich
In Österreich gibt es zwei Archehäuser: Das Haus in Steinach am Brenner und in St. Jodok. Beide liegen in Tirol und gehören zum Verein Arche Tirol.

## Struktur
Weltweit sind die Arche-Gemeinschaften in der Internationalen Föderation der Gemeinschaften der Arche zusammengeschlossen. Sie wird geleitet von zwei internationalen Leitern und dem Internationalen Trägerverein (International Board). Jede Gemeinschaft handelt und wirtschaftet aber eigenständig.

## Charta und Ziele
Im Jahr 2008 beschloss die Internationale Föderationsversammlung in Kolkata die grundlegende „Erklärung zu Identität und Auftrag“. Die Grundideen der Arche sind zudem in einer Charta festgehalten. Sie entstand aus dem Bedürfnis heraus, den Gemeinschaften einen Zusammenhalt und eine Identität zu geben. Zuerst wurde sie in einer dem christlichen Glauben entsprechenden Form verfasst. Sie wurde fortgeschrieben, nachdem erste interreligiöse Gemeinschaften, zunächst in Indien, entstanden waren. Die heutige Fassung der Charta wurde 2023 von der online abgehaltenen Internationalen Föderationsversammlung im Juni verabschiedet. Dort ist der Leitgedanke so ausgedrückt: „Gegenseitige Beziehungen zwischen Menschen mit und ohne geistige Behinderung verändern uns, indem sie den einzigartigen Wert jedes Menschen offenbaren. Diese Erfahrung ist ein Zeichen für unsere Welt, dass alle dazugehören.“

## Geistlicher Missbrauch, sexuelle Übergriffe und die Folgen
Bis im Dezember 2014 hatten sich mehrere Frauen an die Leitung der Arche gewandt, und zuerst dem bereits im Jahr 1993 verstorbenen Thomas Philippe und dann auch dem inzwischen betagten Jean Vanier sexuellen Missbrauch vorgeworfen. Während die katholische Kirche erneut gegen Thomas Philippe ermittelte, gab die Organisation Arche eine erste kleinere Untersuchung wegen den Vorwürfen an Jean Vanier in Auftrag. Sie wurde am 28. April 2015 veröffentlicht, blieb jedoch lückenhaft, weil der Umfang seiner Missbräuche damals noch nicht wirklich wahrgenommen wurde. Die ehemalige Mitarbeiterin Judy Farquharson gelangte im Mai 2016 auch an die Arche, was zu eher unergiebigen Gesprächen der Verantwortlichen mit Vanier über sexuelle Beziehungen führte. Eine weitere Klage im März 2019 löste im Juni 2019 eine erste externe Untersuchung durch GCPS Consulting aus. Im Februar 2020 wurden der geistliche Missbrauch und sexuelle Übergriffe an sechs Frauen bestätigt. Eine im Herbst 2020 eingesetzte unabhängige Expertenkommission von Fachleuten aus Geschichte, Psychiatrie, Psychoanalyse, Soziologie und Theologie analysierte weiter Vaniers Briefe, studierte kirchliche Akten und führte 119 Interviews mit 89 Personen aus seinem Umfeld. Sie wollte die Ursachen, den Kontext, die Mechanismen, das Netzwerk und den Umfang dieser zumeist verjährten Missbrauchsfälle besser verstehen und darlegen, um die Betroffenen zu würdigen, eine weitergehende Aufarbeitung voranzutreiben und Empfehlungen für die Zukunft vorschlagen zu können. Der im Januar 2023 veröffentlichte 900 seitige Bericht bestätigte die gemachten Vorwürfe, wonach Vanier von 1952 bis 2019 seine führende Stellung und Autoriät ausgenutzt und mindestens 25 Frauen vor allem bei Seelsorgegesprächen geistlich manipuliert, zu intimen Gesten verführt und bei sexuellen Handlungen ausgenutzt hatte. Einige Frauen sahen sich nicht als Opfer, sondern als Partnerinnen einer sexuellen Beziehung mit Vanier, die sie in einer erotischen Mystik begründet sahen. Des Weiteren habe er den sexuellen Missbrauch an 30 Frauen nach 1964 durch seinen Mentor und Arche-Mitbegründer Père Thomas über Jahrzehnte gedeckt.
Berichte zu sexuellen Übergriffen durch Jean Vanier und Pater Thomas Philippe wurden im Jahr 2017 in einer TV-Dokumentation thematisiert und werden von der Gemeinschaft auch auf ihrer Website angesprochen.
Stephan Posner und Stacy Cates-Carney, die Leiter der Internationalen Arche, verurteilten die Taten von Jean Vanier und Thomas Philippe und baten die Opfer um Verzeihung. Eine zentrale Meldestelle für die Missbrauchsfälle wurde eingerichtet und eine Kommission beauftragt, einen Verhaltenskodex (englisch: Code of Conduct) zu entwickeln, so dass sexuelle Gewalt in ihren Gemeinschaften verhindert wird und alle Personen geschützt sind. Die Ergebnisse wurden im Dezember 2018 vom internationalen Leitungsteam bestätigt und im April 2019 in Slowenien der Delegiertenversammlung vorgelegt.
Die katholischen Theologen Daniel Bogner und Hubertus Lutterbach bemängelten im Jahr 2019 bei der Aufarbeitung der Missbräuche durch die Verantwortlichen der Arche die geringe Beachtung struktureller, gegenseitiger Kontrollmechanismen, die kirchenrechtliche Unklarheit, die Verdrängung und Ausstossung des Mitbegründers Thomas Philippe aus der Geschichte der Arche und damit die einhergehende eher geringe Wertschätzung und Würdigung der betroffenen Frauen.